# Arbetskraftsinvandring
Arbetskraftsinvandring är den process varigenom människor migrerar mellan två länder på grund av att immigrationslandet har ett efterfrågeöverskott på arbetsmarknaden och aktivt efterfrågar arbetskraft från andra länder. Arbetskraftsinvandring förekom efter andra världskriget till bland annat Sverige och Västtyskland. Även ej förvärvsarbetande familjemedlemmar, hustrur och barn, flyttade med sina män till de nya länderna, bosatte sig och i många fall blev medborgare där.

## Sverige
Arbetskraftsinvandringen till Sverige var stor från andra världskrigets slut fram till början av 1970-talet. 1972 stoppades arbetskraftsinvandring nästan helt från länder utanför Norden, på initiativ av LO i samförstånd med Socialdemokraterna. Anledningen var lågkonjunkturen och oro att arbetskraftsinvandring skulle sänka löneläget. Generellt sett har arbetsgivare varit positiva till fri arbetskraftsinvandring medan fackföreningsrörelsen har förespråkat större kontroll och vikten av att invandrad arbetskraft arbetar på samma villkor som svenska arbetare.
Från 1970-talet ökade flyktinginvandringen och till skillnad från under andra världskriget kom flyktingarna denna gång från länder utanför Europa. Internationell solidaritet var ett viktigt ledord för denna politik och flyktinginvandringen fortsatte på detta sätt fram till 1989 då Sveriges linje ändrades och man stramade åt flyktingmottagandet. Arbetskraftsinvandringen fortsatte att vara låg men EU-inträdet 1995 gjorde att arbetskraftsinvandringen ökade från andra EU-länder och inträdet påverkade även flyktingpolitiken.
Den 15 december 2008 infördes nya regler för arbetskraftsinvandring i Sverige efter en överenskommelse mellan de fyra borgerliga partierna och Miljöpartiet de gröna, efter att en proposition överlämnats till riksdagen av migrationsminister Tobias Billström (M). Det nya systemet är mer öppet än det tidigare och baseras på arbetsmarknadens behov av arbetskraft. En arbetsgivare som har en position att fylla kan anställa en person från ett land utanför EU/EES och Schweiz, förutsatt att lön, socialförsäkringsvillkor och andra anställningsvillkor inte är lägre än kollektivavtalens miniminivåer eller branschpraxis. Sverige har därmed ett mer öppet system än vad exempelvis Kanada eller USA har, eftersom de länderna baserar sina system på politiskt fastställda poängsystem (Kanada) eller kvoter (USA). De anställningsvillkor som erbjuds är inte juridiskt bindande. Ett uppehålls- och arbetstillstånd kan beviljas för längst två år med möjlighet till förlängning på ytterligare två år förutsatt att anställningen finns kvar. Efter fyra år kan arbetskraftsmigranten ansöka om permanent uppehållstillstånd.